# ماساایچی ناگاتا
ماساایچی ناگاتا ((به ژاپنی: 永田 雅一 Nagata Masaichi); ۲۱ ژانویهٔ ۱۹۰۶ – ۲۴ اکتبر ۱۹۸۵) تهیه‌کننده فیلم، baseball executive اهل ژاپن بود.